# غريغوري غوميز
غريغوري غوميز (بالفرنسية: Grégory Gomis)‏، لاعب كرة قدم فرنسي من أصل غيني بيساوي , من مواليد 4 نوفمبر 1990. يلعب في حراسة المرمى.
لعب سابقاً مع نادي فان ونادي سيدان ونادي السيلية والنادي العربي و اختير للعب مع منتخب غينيا بيساو في عام 2019 .

## روابط خارجية
- غريغوري غوميز على موقع قاعدة بيانات كرة القدم.إي يو (الإنجليزية)
- غريغوري غوميز على موقع ليكيب (الفرنسية)
- غريغوري غوميز على موقع Soccerway.com (الإنجليزية)